# Roumanie au Concours Eurovision de la chanson 2016
La Roumanie a annoncé le 17 novembre 2015 sa participation au Concours Eurovision de la chanson 2016 à Stockholm, en Suède. Cette année encore la finale Selecția Națională choisit le représentant roumain. Ovidiu Anton la remporte le 6 mars 2016 avec sa chanson Moment of Silence. Le pays est cependant disqualifié en raison des dettes trop importantes du diffuseur roumain.

## Selecția Națională
Selecția Națională 2016 sera la finale nationale organisée par TVR, afin de sélectionner le représentant du pays en 2016. Cette émission sera constituée de 2 émissions : une demi-finale, le 4 mars 2016, présentant 12 chansons et une finale, le 6 mars 2016, présentant 6 chansons. Cette sélection nationale se tiendra à la salle polyvalente de Baia Mare.
La chaîne roumaine, TVR, mis à disposition une fenêtre d'inscriptions pour les artistes voulant envoyer leurs chansons entre le 18 janvier 2016 et le 7 février 2016. Un panel d'expert est chargé d'examiner les différentes soumissions de chansons et de les évaluer de la note la plus basse (1) à la note la plus haute (10). Après une combinaison des différents votes, les 12 chansons ayant été placées les plus hautes seront sélectionnées pour participer à la demi-finale, et à la finale de cette émission. Les chansons qui concourront pour la victoire seront annoncées lors d'une conférence de presse le 11 février 2016. Les chansons concourant pour la victoire se présentent dans le tableau ci-dessous :
- Chanson retirée
- Chanson sélectionné après un retrait

| Artiste                           | Chanson            | Traduction                 |
| --------------------------------- | ------------------ | -------------------------- |
| Andra Olteanu                     | Nai nai            | -                          |
| Doru Todoruț feat. Irina Baianț   | The Voice          | La voix                    |
| Dream Walkers                     | Let it Shine       | Laisse-le briller          |
| Florena                           | Behind the Shadows | Derrière les ombres        |
| Hayley Evetts                     | Brand New Day      | Un tout nouveau jour       |
| Gașca de acasă                    | Tu ești povestea   | Tu es l'histoire           |
| Irina Popa                        | Lasă-mă, eu te las | Laisse-moi et je te laisse |
| Jukebox                           | Come on Everybody  | Allez tout le monde        |
| M I H A I                         | Paradisio          | Paradisiaque               |
| Mihai Băjinaru                    | Never Too Late     | Jamais trop tard           |
| Ovidiu Anton                      | Moment of Silence  | Moment de silence          |
| Vanotek feat. The Code & Georgian | I'm Coming Home    | Je rentre à la maison      |
| Xandra                            | Superhuman         | Surhomme                   |

### Demi-finale
La demi-finale aura lieu le 4 mars 2016. Les douze chansons concourront pour six places en finale. Quatre chansons seront qualifiées grâce au vote d'un jury de professionnels. Deux autres seront qualiiées par le télévote parmi les huit chansons restantes.
- Qualifiés par le jury
- Qualifié par le télévote

| Ordre | Artiste                           | Chanson            | Jury  | Jury  | Télévote | Télévote |
| Ordre | Artiste                           | Chanson            | Votes | Place | Votes    | Place    |
| ----- | --------------------------------- | ------------------ | ----- | ----- | -------- | -------- |
| 1     | Doru Todoruț feat. Irina Baianț   | The Voice          | 32    | 5     | 852      | 2        |
| 2     | Andra Olteanu                     | Nai nai            | 5     | 11    | 111      | 8        |
| 3     | Dream Walkers                     | Let it Shine       | 47    | 2     | —        | —        |
| 4     | Irina Popa                        | Lasă-mă, eu te las | 12    | 8     | 196      | 7        |
| 5     | Jukebox                           | Come on Everybody  | 27    | 6     | 333      | 5        |
| 6     | Mihai Băjinaru                    | Never Too Late     | 0     | 12    | 337      | 4        |
| 7     | Vanotek feat. The Code & Georgian | I'm Coming Home    | 18    | 7     | 984      | 1        |
| 8     | M I H A I                         | Paradisio          | 33    | 4     | —        | —        |
| 9     | Florena                           | Behind the Shadows | 44    | 3     | —        | —        |
| 10    | Gașca de acasă                    | Tu ești povestea   | 10    | 9     | 237      | 6        |
| 11    | Ovidiu Anton                      | Moment of Silence  | 54    | 1     | —        | —        |
| 12    | Xandra                            | Superhuman         | 8     | 10    | 563      | 3        |

### Finale
La finale aura lieu le 6 mars 2016. Les six chansons encore en lice concourent pour la victoire. Le vainqueur de cette sélection est déterminé par le télévote seul.
| Ordre | Artiste                           | Chanson            | Voix  | Place |
| ----- | --------------------------------- | ------------------ | ----- | ----- |
| 1     | Florena                           | Behind the Shadows | 3 491 | 3     |
| 2     | Doru Todoruț feat. Irina Baianț   | The Voice          | 1 235 | 6     |
| 3     | Dream Walkers                     | Let It Shine       | 2 332 | 4     |
| 4     | Vanotek feat. The Code & Georgian | I'm Coming Home    | 4 702 | 2     |
| 5     | Ovidiu Anton                      | Moment of Silence  | 6 585 | 1     |
| 6     | Mihai                             | "Paradisio"        | 2 142 | 5     |

## Disqualification
Le 22 avril 2016, l'UER annonce l'exclusion de la télévision roumaine TVR du Concours 2016 en raison du non-paiement d'une dette d'un montant de 16 MCHF (soit environ 14,5 M€). Le pays a ainsi perdu à la fois son droit de participation mais aussi les droits de la diffusion du Concours. Le pays aurait dû participer à la deuxième demi-finale.